# Doanh nghiệp quân đội, Quân đội Nhân dân Việt Nam
Doanh nghiệp quân đội ở Việt Nam là các doanh nghiệp nhà nước do Bộ Quốc phòng trực tiếp quản lý. Doanh nghiệp quân đội được chia ra thành:
- Doanh nghiệp quốc phòng an ninh: là doanh nghiệp nhà nước (bao gồm các doanh nghiệp công nghiệp quốc phòng và các doanh nghiệp đứng chân trên các địa bàn trọng yếu về an ninh quốc phòng kết hợp thực hiện hai nhiệm vụ quốc phòng và kinh tế
- Doanh nghiệp thuần về kinh tế: đang được dần từng bước chuyển sang mô hình công ty cổ phần theo chương trình cổ phần hóa doanh nghiệp của Chính phủ.

Hiện nay, Bộ quốc phòng đang quản lý khoảng 104 doanh nghiệp hoạt động đa dạng trên nhiều lĩnh vực kinh doanh tại Việt Nam như: Ngân hàng, Viễn thông, Dệt may, Da giày, Dược phẩm, Bất động sản,...
Các đoàn Kinh tế - Quốc phòng tham gia bố trí lại dân cư, hình thành các cụm làng xã tại các khu vực biên giới, xây dựng cơ sở hạ tầng thiết yếu, phát triển sản xuất nông, lâm, ngư nghiệp, xoá đói giảm nghèo ở các khu vực kém phát triển, thu hút đồng bào dân tộc và nhân dân đến lập nghiệp. Các đoàn Kinh tế - Quốc phòng cũng vận động nhân dân thực hiện đường lối, chủ trương, chính sách của Đảng và Nhà nước, phát triển hệ thống phát thanh truyền hình, văn hoá, y tế ở các thôn bản; mở trường học cho con em đồng bào các dân tộc, tham gia chương trình phổ cập tiểu học và xoá mù chữ; xây dựng hệ thống y tế địa phương; bảo tồn và phát triển văn hoá truyền thống của các dân tộc thiểu số, góp phần bồi dưỡng, đào tạo đội ngũ cán bộ cho địa phương.

## Một số Doanh nghiệp lớn của Quân đội nhân dân Việt Nam
Quân đội có hơn 20 doanh nghiệp lưỡng dụng kinh tế kết hợp với an ninh-quốc phòng phục vụ phát triển công nghệ cao, xuất nhập khẩu, phát triển kinh tế - xã hội vùng sâu, vùng xa, góp phần cải thiện và nâng cao đời sống vật chất và tinh thần của nhân dân, bảo đảm quốc phòng an ninh ở biên giới, hải đảo.
1. Tập đoàn Công nghiệp – Viễn thông Quân đội (Viettel) - chuyên về công nghệ cao và công nghiệp quốc phòng
2. Tổng Công ty Tân Cảng Sài Gòn (SNP) - hậu cần, vận tải biển
3. Tổng Công ty Trực thăng Việt Nam (Binh đoàn Hải Âu, Binh đoàn 18) - vận tải hàng không
4. Tổng Công ty Xuất nhập khẩu Tổng hợp Vạn Xuân (VAXUCO) - xuất nhập khẩu thiết bị kỹ thuật
5. Tổng Công ty Kinh tế Kỹ thuật Công nghiệp Quốc phòng (GAET) - xuất nhập khẩu, chuyển giao công nghệ, sản xuất
6. Tổng công ty Xây dựng Trường Sơn (Binh đoàn 12, Đoàn 559) - xây dựng cầu đường
7. Tổng công ty Thành An (Binh đoàn 11) - xây dựng công sự, doanh trại, nhà và công trình công nghiệp
8. Tổng công ty 15 (Binh đoàn 15) - địa bàn kinh tế-quốc phòng vùng biên giới phía bắc Tây Nguyên
9. Tổng công ty 16 (Binh đoàn 16) - địa bàn kinh tế-quốc phòng vùng biên giới phía nam Tây Nguyên
10. Tổng Công ty Xăng dầu Quân đội (Việt Nam) - trực thuộc VAXUCO
11. Tổng Công ty Thái Sơn - bảo quản, nhiệt đới hóa trang bị kỹ thuật
12. Tổng Công ty Đông Bắc- địa bàn kinh tế-quốc phòng Đông Bắc bộ
13. Ngân hàng Thương mại Cổ phần Quân đội - đảm bảo tài chính cho các doanh nghiệp quân đội
14. Tổng Công ty Bảo hiểm Quân đội (Việt Nam) - bảo hiểm
15. Tổng công ty Sông Thu - đóng tàu
16. Tổng Công ty Xây dựng Lũng Lô - xây dựng cầu đường
17. Tổng Công ty 319 - xây dựng công trình quân sự và nhà ở
18. Tổng Công ty 789 - xây dựng nhà và công trình công nghiệp
19. Tổng Công ty 36 - xây dựng
20. Tổng Công ty Đầu tư và phát triển nhà và đô thị BQP (MHDl)

## Nhiệm vụ
Đi đôi với nâng cao đời sống vật chất của nhân dân, các đoàn Kinh tế - Quốc phòng cũng góp phần đáng kể cải thiện đời sống văn hoá tinh thần ở các vùng đất xa xôi của Tổ quốc. Các đoàn Kinh tế - Quốc phòng đã vận động nhân dân thực hiện đường lối, chủ trương, chính sách của Đảng và Nhà nước, phát triển hệ thống phát thanh truyền hình, văn hoá, y tế ở các thôn bản; mở trường học cho con em đồng bào các dân tộc, tham gia chương trình phổ cập tiểu học và xoá mù chữ; nâng cao điều kiện chăm sóc y tế, chữa bệnh cho nhân dân; bảo tồn và phát triển văn hoá truyền thống của các dân tộc thiểu số. Các đoàn Kinh tế - Quốc phòng cũng đã góp phần bồi dưỡng, đào tạo đội ngũ cán bộ cho địa phương, tạo điều kiện để kinh tế - xã hội trên địa bàn phát triển vững chắc.